# 番子渡頭
番子渡頭，原寫為番仔渡頭，是臺灣臺南市官田區的一個傳統地域名稱，位於該區中部略偏南，其中一小部分向西南延伸至邊界。相較於今日行政區，其範圍大致為渡拔里不含西北部及南部。
本地區境內主要聚落為番仔渡頭、新中。

## 歷史
台灣日治初期，番子渡頭地區為一街庄，稱為「番仔渡頭庄」（舊制街庄），隸屬於善化里東堡。該庄昔日西北及北隔官田溪與拔仔林庄、官佃庄為界，東與社仔庄為鄰，南邊為三塊厝庄，西南邊一小段隔曾文溪與東勢藔庄為界。
1901年（日治明治三十四年）11月11日，全台廢縣廳改設二十廳，該庄隸屬於鹽水港廳。1904年（明治三十七年）4月1日，該庄編入「官佃區」，隸屬於鹽水港廳。1906年（明治三十九年）4月1日，鹽水港廳內管轄區域調整，該庄仍隸屬於「官佃區」。1909年（明治四十二年）10月25日，全台合併二十廳為十二廳，官佃區改隸屬於臺南廳。1913年（大正二年）11月4日，善化里東堡、善化里西堡、新化東里轄區調整，該庄仍隸屬於善化里東堡。1920年（大正九年）10月1日，全台地方制度大改正，廢十二廳改設五州二廳，該庄改制並雅化為「番子渡頭」大字，隸屬於臺南州曾文郡官田庄（新制街庄）。
戰後官田庄改制為官田鄉，隸屬於臺南縣，大字亦改制為村。1950年（民國39年）10月25日，雲、嘉、南分治，官田鄉仍隸屬於臺南縣。2010年（民國99年）12月25日，臺南縣、市合併為直轄臺南市，官田鄉改制為官田區，村亦改制為里。

## 聚落
本地區發展較早的聚落為番仔渡頭、新中，在日治期初期的官方地圖上已有記載。

## 交通
國道3號又稱「福爾摩沙高速公路」，是貫穿臺灣西部的兩條縱向高速公路之一，經過本地區東南端，並在境內與省道台84線交會處設有官田系統交流道，最近的一般交流道距離甚遠，通常利用省道台84線與省道台1線交會處的渡頭交流道進出。由此進入並藉由官田系統交流道轉入國道3號，可快速前往國道3號沿線各地。
省道台84線又稱「東西向快速公路－北門玉井線」，經過本地區東南部及西南部邊界地帶，並在境內與省道台1線交會處設有渡頭交流道，由此可快速前往台84線沿線各地，或銜接國道3號、國道1號。
省道台1線又稱「縱貫公路」，是臺北至楓港的傳統平面幹道，經過本地區新中聚落。由該道路北行可前往官田區隆田市區、六甲區、柳營區、新營區等地，南行可前往善化區、新市區、永康區、東區等地。
市道171號是北門至烏山頭的道路，經過本地區番仔渡頭聚落北側。由該道路西行可前往麻豆區、學甲區、北門區，並止於區道南15線路口；東行可前往官田區的烏山頭地區，並止於市道165號路口。
區道南181線是渡仔頭至蒙正的道路，經過本地區番仔渡頭、新中兩聚落，其中部分路段與省道台1線共線。